# AT 2018pw
AT 2018pw — кандидат на сверхновые, открытый в феврале 2018 года членами научного проекта «Supernova Hunters» (Охотники за Сверхновой) в центральной правой границе созвездии Овна.

## Первооткрыватели
- K. C. Chambers (IfA, Гавайский университет)
- M. E. Huber (IfA, Гавайский университет)
- H. Flewelling (IfA, Гавайский университет)
- E. A. Magnier (IfA, Гавайский университет)
- A. Schultz (IfA, Гавайский университет)
- T. Lowe (IfA, Гавайский университет)
- J. Bulger (IfA, Гавайский университет)
- S. J. Smartt (Университет Квинс в Белфасте)
- K. W. Smith (Университет Квинс в Белфасте)
- J. Tonry (IfA, Гавайский университет)
- C. Waters (IfA, Гавайский университет)
- D. E. Wright (Миннесотский университет)
- D. R. Young (Университет Квинс в Белфасте)
- S. Barquin (Проект Охотники за Сверхновой)
- J. Campos (Проект Охотники за Сверхновой)
- B. L. Goodwin (Проект Охотники за Сверхновой)

Дополнительные замечания были сделаны в феврале 2018 года Группой ATLAS, присвоив этому объекту имя «ATLAS18mev».